# Jaszczurki pierścieniowate
Jaszczurki pierścieniowate (Anniellinae) – monotypowa podrodzina jaszczurek z rodziny padalcowatych (Anguidae). Często klasyfikowana jako osobna rodzina Anniellidae.

## Zasięg występowania
Podrodzina obejmuje gatunki występujące w południowo-zachodnich Stanach Zjednoczonych i północno-zachodnim Meksyku.

## Morfologia
Jaszczurki te nie posiadają odnóży ani zewnętrznych otworów usznych. Ich ciało pokryte jest drobnymi, gładkimi i zachodzącymi na siebie łuskami o jednakowej wielkości, ułożonymi w regularne pierścienie. Szeroki, spłaszczony na końcu pysk służy do rycia w ziemi.

## Systematyka

### Etymologia
Anniella: etymologia niejasna, Gray nie wyjaśnił znaczenia nazwy rodzajowej; być może łac. annela ‘obrączkowany’; przyrostek zdrabniający -ella, lub eponim kogoś o imieniu Anna, lub zmyślona nazwa.

### Podział systematyczny
Do podrodziny należy jeden rodzaj z następującymi gatunki:
- Anniella alexanderae Papenfuss & Parham, 2013
- Anniella campi Papenfuss & Parham, 2013
- Anniella geronimensis Shaw, 1940
- Anniella grinnelli Papenfuss & Parham, 2013
- Anniella pulchra Gray, 1852
- Anniella stebbinsi Papenfuss & Parham, 2013